# سوريا في الألعاب الأولمبية الصيفية 1984
شاركت سوريا في الألعاب الأولمبية الصيفية 1984 في لوس أنجلوس، الولايات المتحدة.

## مقالات ذات صلة
- الوطن العربي في الألعاب الأولمبية الصيفية 1984